# Куликова, Александра Андреевна (Герой Социалистического Труда)
Алекса́ндра Андре́евна Кулико́ва (17 октября 1918 года — 29 апреля 2002 года) — свинарка совхоза «Вилце» Добельского района Латвийской ССР. Герой Социалистического Труда (1965).

## Биография
Родилась в 1918 году на территории современной Республики Татарстан. Русская.
С начала 1950-х годов — свинарка совхоза «Вилце» Добельского района Латвийской ССР (ныне — Елгавского края Латвии). Достигла высоких трудовых результатов в свиноводстве. В 1960 году вырастила 1030 поросят при среднесуточном привесе более 500 граммов и в 1962 году — 1847 поросят с общей массой более 86 тонн.
Досрочно выполнила личное социалистическое обязательство и плановые задания Семилетки (1959—1965) по свиноводству. Указом Президиума Верховного Совета СССР от 17 сентября 1957 года удостоена звания Героя Социалистического Труда «за выдающиеся заслуги, достигнутые в развитии сельского хозяйства Латвийской ССР» с вручением ордена Ленина и золотой медали Серп и Молот.
По итогам работы во время Восьмой пятилетки (1966—1970) награждена Орденом Октябрьской Революции.
Работала в совхозе до выхода на пенсию.
Умерла 29 апреля 2002 года. Похоронена на кладбище в деревне Вайтенес Вилцкой волости Елгавского края.
Награды и звания
- Герой Социалистического Труда
- Орден Ленина
- Орден Октябрьской Революции (08.04.1971).